# Бородін Олексій Михайлович
Олексій Михайлович Бородін (народився 25 червня 1975, Донецьк, Українська РСР) — видатний[джерело?] український та американський математик, доктор фізико-математичних наук.

## Біографія
Олексій Бородін народився 25 червня 1975 року в Донецьку. Його батько, Михайло Олексійович Бородін (народився 1942), є доктором фізико-математичних наук та професором Донецького університету.
1992 року Олексій Бородін був учасником Міжнародної математичної олімпіади, де здобув срібну медаль. Того ж року він почав вивчати математику в Московському державному університеті та (через розпад Радянського Союзу) був змушений вибирати між українським та російським громадянством, вирішивши на той час бути російським Він закінчив Московський державний університет 1997 року та здобу ступінь магістра наук з обчислювальної техніки та інформатики. Згодом навчався в Пенсильванському університеті (США), де 2001 року здобув докторський ступінь під керівництвом Олександра Олександровича Кирилова, захистивши дисертацію на тему «Гармонічний аналіз нескінченної симетричної групи» (англ. Harmonic Analysis on the Infinite Symmetric Group
Він був науковим співробітником Клея та дослідником в Інституті перспективних досліджень у Принстоні, штат Нью-Джерсі.
2000 року захистив кандидатську дисертацію «Кореляційні функції випадкових точкових процесів, пов'язаних з нескінченною симетричною групою». 2005 року захистив докторську дисертацію «Ізомонодромні деформації та рівняння Пенлеве в завданнях випадково-матричного типу»
З 2003 року Бородін був професором Каліфорнійського технологічного інституту (Калтех)] 2010 року він став професором Массачусетського технологічного інституту (MIT).У 2016—2017 роках він був науковим співробітником Інституту Редкліффа при Гарвардському університеті Наразі він є професором MIT та в.о. провідного наукового співробітника в Інституті проблем передачі інформації ім. Харкевича РАН (ІППІ РАН).

## Наукові дослідження
Дослідження Олексія Бородіна зосереджені, зокрема, на асимптотичних проблемах теорії представлень для великих груп та їх зв'язках з теорією випадкових матриць. Разом з Григорієм Ольшанським він виявив, що характеристики незвідних представлень великих груп пов'язані зі стаціонарними стохастичними процесами. Він також застосував ці результати до комбінаторики та довів теорему Байка, Персі Дейфта та Йоганнсона про асимптотичний розподіл найдовших зростаючих підпослідовностей у випадкових перестановках. Бородін також вивчає взаємодіючі системи частинок у стохастиці

### Серед його ключових публікацій:
З А. Окуньковим та Г. Ольшанським: Asymptotics of Plancherel measures for symmetric groups. J. Amer. Math. Soc. 13 (2000).
З А. Окуньковим: A Fredholm determinant formula for Toeplitz determinants. Integral Equations Operator Theory 37 (2000).
З Г. Ольшанським: Harmonic analysis on the infinite-dimensional unitary group and determinantal point processes. Ann. of Math. (2) 161 (2005).
З Е. Рейнсом: Eynard-Mehta theorem, Schur process, and their Pfaffian analogs. J. Stat. Phys. 121 (2005).
З П. Феррарі: Large time asymptotics of growth models on space-like paths. I. PushASEP. Electron. J. Probab. 13 (2008).
З П. Феррарі: Anisotropic growth of random surfaces in 2+1 dimensions. Comm. Math. Phys. 325 (2014).

## Нагороди та відзнаки
Олексій Бородін є лауреатом численних престижних математичних нагород:
- 2001—2005 — Clay Research Fellow[11]
- 2003 — Премія Московського математичного товариства.
- 2008 — Премія Європейського математичного товариства (EMS), одна з десяти премій, що присуджуються кожні чотири роки молодим дослідникам-математикам за видатні досягнення[10].
- 2010 — Запрошений доповідач на Міжнародному конгресі математиків у Гайдарабаді[10].
- 2014 — Пленарний доповідач на Міжнародному конгресі математиків у Сеулі з доповіддю про інтегровану ймовірність.
- 2015 — Премія Лоева[12].
- 2015 — Премія Анрі Пуанкаре[13].
- 2018 — Член Американської академії мистецтв і наук[7].
- 2019 — Премія Ферма[10].